# Cantón de Atenas
Atenas  es el cantón número 5 de la provincia de Alajuela, Costa Rica. Está ubicado en el occidente del Valle Central. Se divide en ocho distritos de los cuales sólo cinco forman parte de la Gran Área Metropolitana. Su cabecera es la ciudad de Atenas.
El lugar donde está asentado fue conocido como Sabana Larga, e inició como uno de los sesteos donde se suministraba alimento y albergue a los boyeros que transportaban el grano de oro de Costa Rica, el café, hacia Puntarenas. 
En una publicación de 1960, la revista National Geographic catalogó a Atenas como "La ciudad con el mejor clima del Mundo", mote con el que ha pasado a distinguirse en todo el ámbito nacional.

## Toponimia
Según la corrientes más aceptadas, el cantón basa su nombre en Atenas, la capital de Grecia. Según el historiador Carlos Meléndez Chaverri el origen del nombre se da por lo siguiente (lo encerrado entre paréntesis no pertenece al original):

…Hubo en esos años de 1833 a 1838 una corriente helenística, que plasmó en esos dos nombres (Atenas y Grecia) tal ideario e inquietud. (Álvaro Rojas, 1993, p. 43).

Según Guido Gómez de Silva (1985), del latín Athenas, del griego clásico Athēnai ‘Atenas’, de Athēnē, Athēná, ‘Atenea (Diosa griega de las artes y de la sabiduría), nombre prehelénico’.

## Historia
En la época precolombina, el cantón de Atenas estuvo habitado por los huetares, cuya cultura se corresponde con el Área Intermedia de América. Era común ver agrupadas varias familias indígenas en ranchos de forma cónica, situados en los alrededores de los cauces de agua, principalmente en los ríos Grande, Cacao, Cajón, etcétera.
Durante la conquista, el territorio actual de Atenas fue dominio del rey Garabito, como parte del Reino Huetar de Occidente. En 1561, el capitán Antonio Álvarez Pereyra, quien había incursionado al interior del país bajo las órdenes del conquistador Juan de Cavallón, explora la región aledaña al valle del Río Grande y las faldas del Monte del Aguacate, constituyéndose de esta manera en el primer conquistador que recorrió el cantón ateniense. Aparte de descubrir territorios aún desconocidos por los españoles, en busca de riquezas, este capitán también llevaba por encargo combatir y apresar al rey Garabito, indígena que podía llevarlo a las fuentes de oro que Cavallón tanto anhelaba localizar.
Durante la colonia, la zona de Atenas pasó desapercibida para los españoles, quienes no fundaron pueblo alguno en el lugar. Las pocas menciones que se hicieron giraron en torno al Camino Real o “camino de mulas”, la única vía que comunicaba el interior de Costa Rica con Guatemala.
Los primeros pobladores del cantón de Atenas fueron campesinos que provenían de las villas de La Lajuela (Alajuela), Cubujuquí (Heredia), la Boca del Monte (San José) y Cartago. 
En 1782 el obispo español Esteban Lorenzo de Tristán y el cura párroco de Heredia don Juan Manuel López del Corral, documentaron la existencia de un caserío con varias familias en Río Grande de Alajuela. Seis años después, un español criollo llamado Joaquín Oreamuno registró a su nombre en 1788 varias tierras entre Río Cajón y quebrada Las Lajas hasta las primeras lomas en los Montes del Aguacate.
Muchos de los pobladores ya habían tenido la oportunidad de conocer la región, al hacer uso del mencionado Camino Real o “Camino de mulas” para transportar animales o mercaderías. Por eso, atraídos por el clima y por las tierras vírgenes, las haciendas fueron germinando en el cantón, cuyos nuevos dueños las dedicaban principalmente a la agricultura, y de esta manera obtenían su sustento.
Así fue como empezaron a llegar hombres de la talla de Matías Sandoval (dueño de las tierras de Los Ángeles y parte de Concepción), Pedro Espinoza (que denunció los terrenos del centro hasta San Francisco, vendiéndole después a Anselmo Arias), José Solera y Anselmo Arias (quienes se asentaron en Sabana Larga), Ramón Jiménez (poseía propiedades en Santa Eulalia y Barrio San José), Andrés Bonilla y Javier Sánchez (dueños de fincas en Barrio Mercedes), Juan Sandoval, Tomás Sandoval y Juan Castro (Quienes se repartieron tierras en Escobal, Guácimos y Barroeta), Ramón Gutiérrez (que obtuvo primeramente tierras en la Boca del Monte, cediéndolas después, previo pago, a Matías Sandoval y Eduardo González), entre otros. Los terrenos ubicados en San Isidro y Morazán fueron repartidos entre más de doscientas personas, y en lo que a Estanquillos y cierta parte del Monte del Aguacate se refiere, fueron consideradas propiedades indenunciables, debido a la actividad minera de la zona.
El actual cantón de Atenas comenzó su desarrollo como uno de los tantos sesteos, donde se suministraba alimento y albergue a los carreteros de esa época y a sus bueyes, que transportaban el grano de oro, así como otros productos y mercancías. Estos sesteos o lugares de descanso para los boyeros, se encontraban localizados al este de “La Garita”, al oeste de la quebrada Poza Azul en el sitio denominado “La Casa de la Nación”, en el lugar conocido como la Boca (Actualmente Jesús de Atenas), y en Desmonte de San Mateo.
En promedio, se trasladaban unas setecientas carretas en un solo día, independientemente de si venían del puerto o de San José. Como es de esperar, ante semejante tránsito la atención que debía brindarse a los viajeros tenía que ser de lo mejor, lógicamente a cambio de una buena recompensa monetaria. Las posadas y hoteles estaban siempre llenos de gente. Era común el establecimiento de ventas de café, tamales, caña, fósforos, candelas, licores, etcétera. Por eso, durante las noches las posadas, chinamos y puestos de comida cobraban vida, al son de la música de las guitarras y el canto de los asistentes además de los bailes que se organizaban, al ritmo del acordeón y de las marimbas.
En 1833, los vecinos de Sabana Larga, entre los que sobresalían Pioquinto Quesada y Casimiro Picado, solicitaron permiso para construir una pequeña ermita en Sabana Larga, comprometiéndose además a ceder un terreno para instalar una caballería, en beneficio de aquellos otros interesados en radicarse en la región.  Fue mediante el decreto XV del 8 de mayo de 1833 que se da la autorización para erigir la obra, debiendo para ello obtener la licencia eclesiástica necesaria.  En este precepto legal se le da el nombre de Atenas a la nueva población y se dispone que, cuando haya mil habitantes, se les concederá la potestad de tener su propia municipalidad. Mientras tanto, tendrían que someterse en lo civil y religioso a Alajuela.

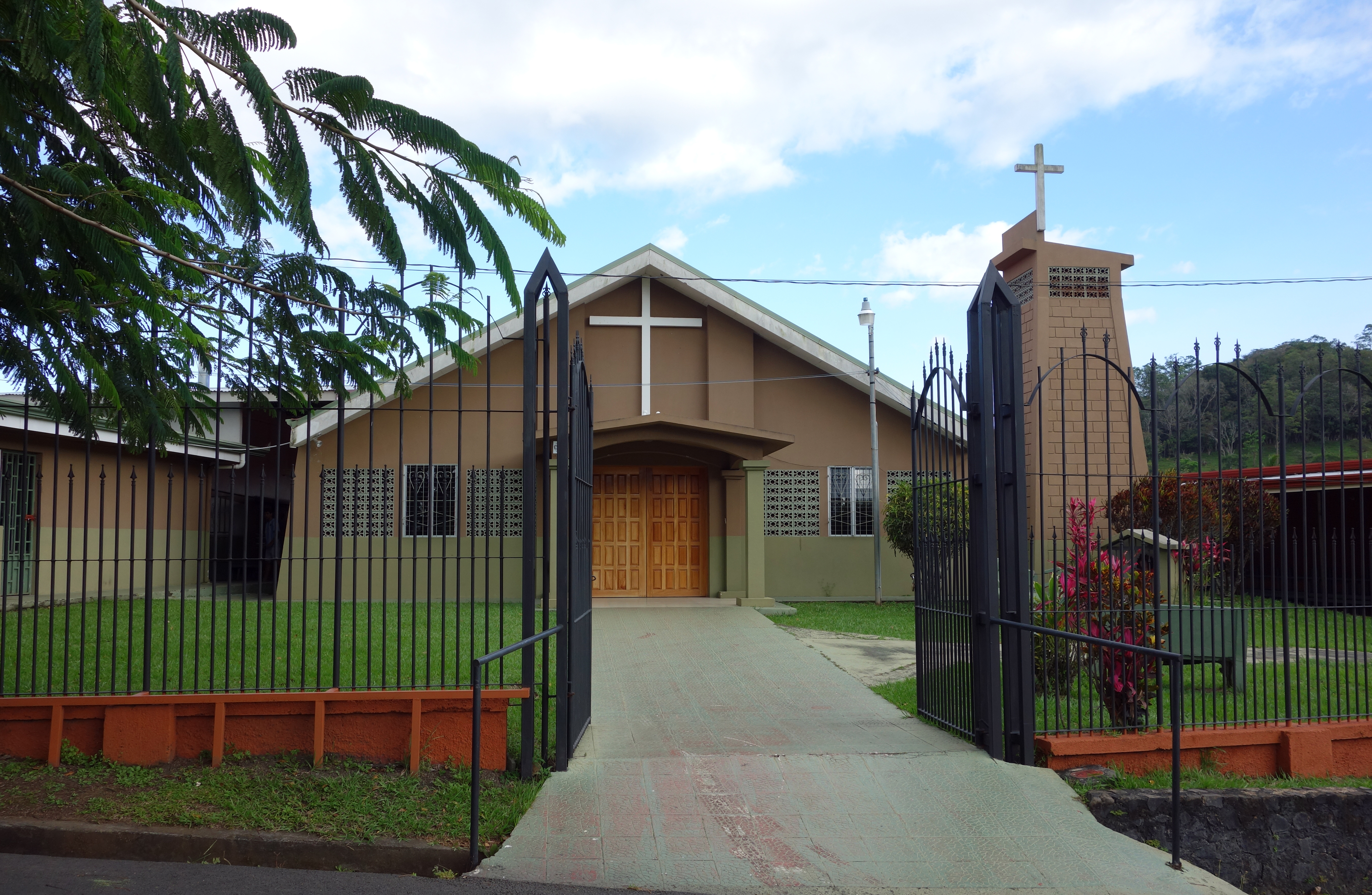
Iglesia de Jesús de Atenas

Por consiguiente, el primer sitio donde se pensó establecer la población fue en Sabana Larga.  No obstante, al ser destruida en parte la montaña, provocando una disminución de las aguas en el lugar, aunado a lo irregular del terreno, los pobladores decidieron trasladarse a las cercanías del punto geográfico llamado “Poza Azul”, que contaba con mayor abundancia del elemento acuífero, así como una topografía más plana. Esto aconteció en el mes de junio de 1834.
En 1865, un grupo de atenienses solicitó al Congreso Nacional que se elevara la población al rango de villa. Argumentaban que otros pueblos con menos progreso y recursos ya ostentaban esta categoría y que Atenas contaba con los elementos necesarios para ser reconocida con este título.
Su petición fue escuchada y el 27 de octubre del mismo año, se le otorgó el ansiado título de villa a la población.  No es sino hasta el del 7 de agosto de 1868, durante el gobierno de José María Castro Madriz, que mediante resolución XXX Atenas se erige como cantón.  Posteriormente, el 24 de julio de 1918, por decreto N.º 28, se le da el título de ciudad a Atenas, durante la gestión de Federico Tinoco Granados, en vista del notable desarrollo económico y progreso.

### Creación del cantón
Decreto XXX del 7 de agosto de 1868: “El Senado y la Cámara de representantes de la República de Costa Rica, reunidos en Congreso decretan:

Artículo I: Se erigen en Cantones los distritos de San Mateo y Atenas, designando como cabecera de ellos, las poblaciones del mismo nombre -único.

## Ubicación
Por el norte, limita con los cantones de Naranjo, Palmares, Grecia y San Ramón. Estos cantones están separado por los Montes del Aguacate y el Río Grande. Por el sur, limita con los cantones de Turrubares y Mora de la provincia de San José, estando separado de ellos por el Río Grande de Tárcoles.
Por el este, limita con el cantón de Grecia y el cantón de Alajuela, siendo el límite el río Grande en su sector final. Por el oeste, limita con los cantones de San Mateo, Orotina y San Ramón; la línea divisoria se inicia en la cima de los Montes del Aguacate, y luego sigue el curso de la quebrada y río Concepción, tributario del Tárcoles.

### Límites
A una altitud de 900 metros aproximadamente, empieza a servir de límite por el norte el río Grande, separando Atenas de Naranjo. Luego, al pasar por la parte más noreste del cantón, a una altitud de 550 metros, dicha quebrada toma el nombre de río Grande, pues su caudal se enriquece cada vez más con las aguas de sus tributarios.
Continúa sirviendo de límite por el este, pasando bien cerca de la cabecera del cantón, recoge muchos otros afluentes y su cauce se profundiza entre rocas formando un cañón, luego, cerca de Balsa, se realiza la unión con el río Virilla en el extremo sureste del cantón.
Sus límites son al norte con Naranjo, Grecia, Palmares y San Ramón, al sur con Mora y Turrubares, al este con Alajuela y al oeste con San Mateo y Orotina.

## División administrativa
El cantón de Atenas se divide en ocho distritos: 
1. Atenas
2. Jesús
3. Mercedes
4. San Isidro
5. Concepción
6. San José
7. Santa Eulalia
8. Escobal

Los distritos de Atenas, Jesús, Mercedes, Concepción y Escobal pertenecen a la Gran Área Metropolitana.

## Aspectos físicos

### Clima

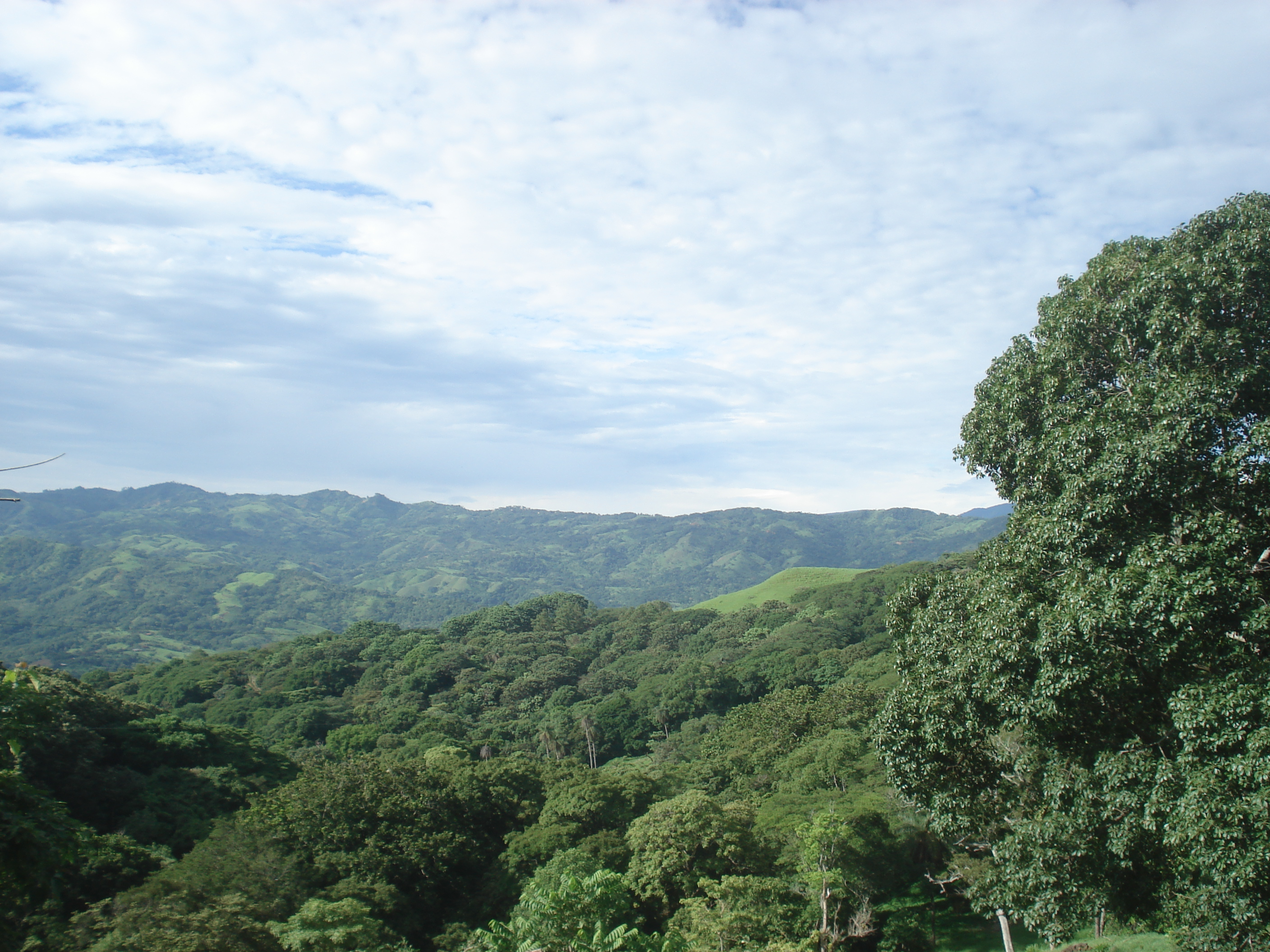
Paisaje de Guácimos, en el distrito Escobal. Atenas tiene fama de tener

La precipitación anual oscila entre 1.011 y 2.022 mm y la época de mayor intensidad de las precipitaciones es de junio a octubre, con régimen similar al del Valle Central. Sin embargo el cantón goza de un clima bastante agradable, regulado por los vientos húmedos que proceden de la región de San Ramón, y que penetran por las depresiones que forman los Montes del Aguacate, lo cual hace que las temperaturas varíen a lo largo del territorio del cantón; el sur y el suroeste, o sea las cercanías del cañón del río Grande de Tárcoles, es muy cálido, pues el valle de este río permite el paso de las corrientes cálidas provenientes del Pacífico; luego, conforme se avanza al norte y noroeste es más fresco, por encontrarse ahí las laderas de los Montes del Aguacate.
Las temperaturas oscilan de mínimos de 17° a 19 °C en enero, a máximo de 27° a 30 °C en marzo. La temperatura promedio anual es de 25 °C. Según se ha afirmado, Atenas es uno de los pueblos donde sus gentes alcanzan mayor longevidad, fenómeno que se atribuye a las bondades del clima. Es frecuente que se escoja Atenas como zona para recuperar la salud de enfermos del corazón, reumas o asma.

### Geografía
Cantón de Atenas cuenta con un área de 126,31 km² y una altitud media de 700 m s. n. m.

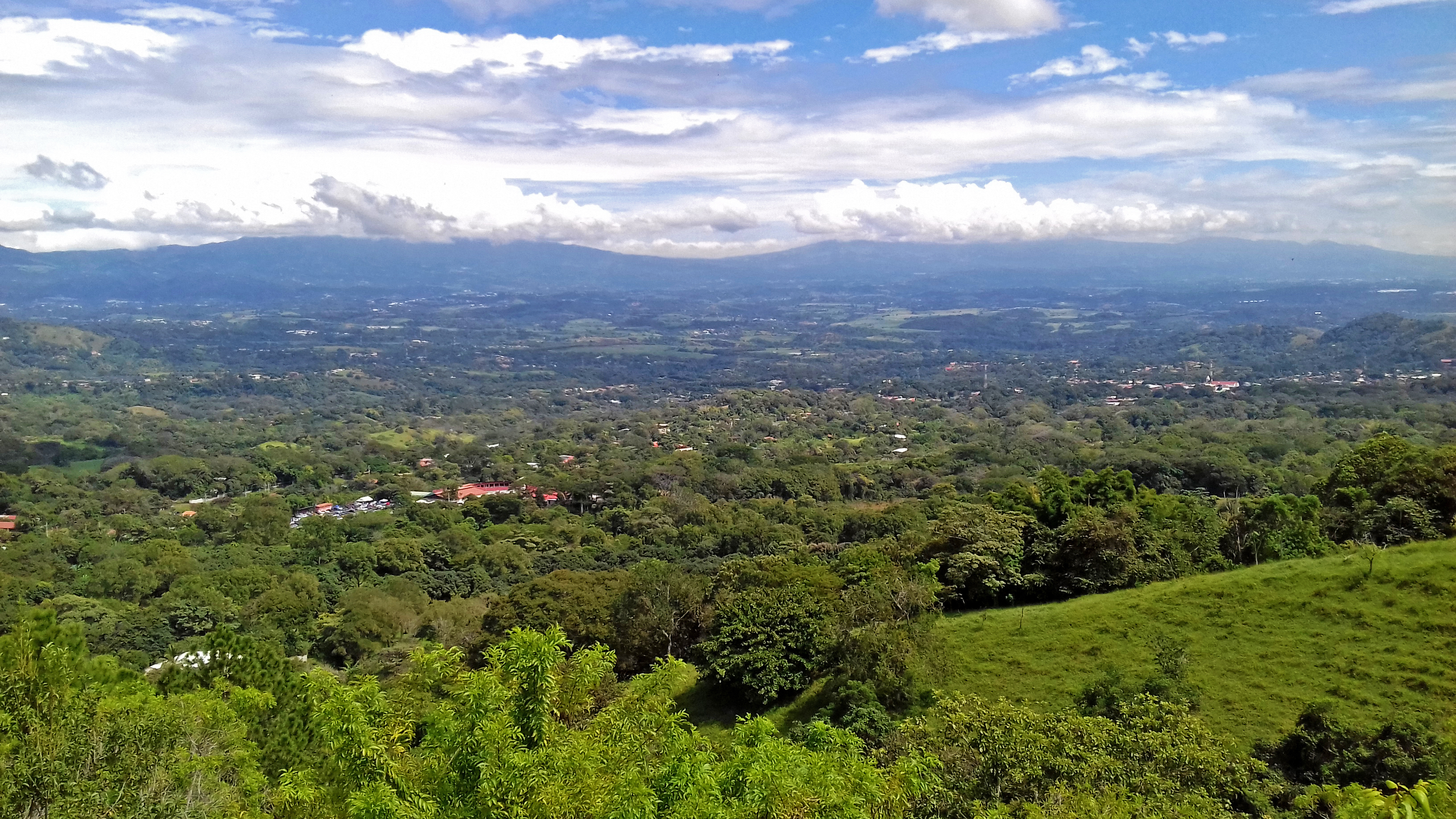
Paisaje del cantón apreciado desde Vista Atenas

El cantón de Atenas se encuentra en la región occidental del Valle Central. Forma parte del Valle del Tárcoles, pues ocupa el ángulo que forman al unirse el Río Grande de San Ramón y el Río Virilla. Está resguardado al oeste por los Montes del Aguacate. Es una prolongación occidental contigua al cantón de Alajuela; su cabecera se encuentra 21 kilómetros de la capital de esa provincia, y a 6 kilómetros de la estación del Ferrocarril Eléctrico al Pacífico, conocida durante un tiempo con el nombre de Río Grande, y hoy, con el de Atenas.
En el corazón del valle donde se asiente Atenas corren los ríos Cajón y Cacao que se unen para formar el río Colorado.

### Vegetación
Se puede considerar que la parte alta del territorio está en la zona transitoria entre la formación forestal tropical seca y la subtropical húmeda, mientras las elevaciones menores del valle del río Grande de Tárcoles, están en la formación tropical seca. La zona transitoria es la menos extensa, en ella existen variedad de árboles madereros como espavel, cenízaro, pochote o guácimos, que llaman la atención por su gigantesco tamaño los ceibas, que crecen en las cercanías de las quebradas y ríos. La otra zona, o sea la de formación forestal seca, posee una vegetación más pequeña, predominan las gramíneas, jaragua y pastizales, y el árbol más común es el balsa.

## Demografía
Para el año 2022, Cantón de Atenas cuenta con una población estimada de 25 460 habitantes, y para el último censo efectuado, en 2011, Cantón de Atenas contaba con una población de 25 460 habitantes.
De acuerdo al censo nacional del 2011, la población del cantón era de 25 460 habitantes, de los cuales, el 8,2 % nació en el extranjero. El mismo censo destaca que había 7472 viviendas ocupadas, de las cuales, el 74,4 %  se encontraba en buen estado y había problemas de hacinamiento en el 2,3% de las viviendas. El 56,2% de sus habitantes vivían en áreas urbanas.
Entre otros datos, el nivel de alfabetismo del cantón es del 98,0%, con una escolaridad promedio de 8,5 años.
Para el año 2012 presentaba un alto índice de desarrollo humano (0.807) según el Programa de las Naciones Unidas para el Desarrollo.

## Economía
La economía del cantón se sustenta en la agricultura, principalmente el cultivo del café, caña de azúcar, maíz, frijoles y frutales. También se realizan actividades de ganadería extensiva, comercio y pequeñas industrias. En Atenas se elabora un postre artesanal a base de toronjas, relleno de cajeta, único en el país. 
El censo nacional de 2011 detalla que la población económicamente activa se distribuye de la siguiente manera:
- Sector primario: 12,5 %
- Sector secundario: 20,4 %
- Sector terciario: 67,1%